# Красный Бор (Полесский район)
Красный Бор — посёлок в Полесском районе Калининградской области. Входит в состав Саранского сельского поселения.

## Население
| 1939 | 2002 | 2010 | 2012 | 2013 |
| ---- | ---- | ---- | ---- | ---- |
| 553  | ↘150 | ↗168 | ↘164 | ↗171 |

## История
Населенный пункт Кракау в 1946 году был переименован в поселок Красный Бор.